# Micrurus alleni
Micrurus alleni este o specie de șerpi din genul Micrurus, familia Elapidae, descrisă de Schmidt 1936.

## Subspecii
Această specie cuprinde următoarele subspecii:
- M. a. alleni
- M. a. richardi
- M. a. yatesi